# 자재 회수 시설

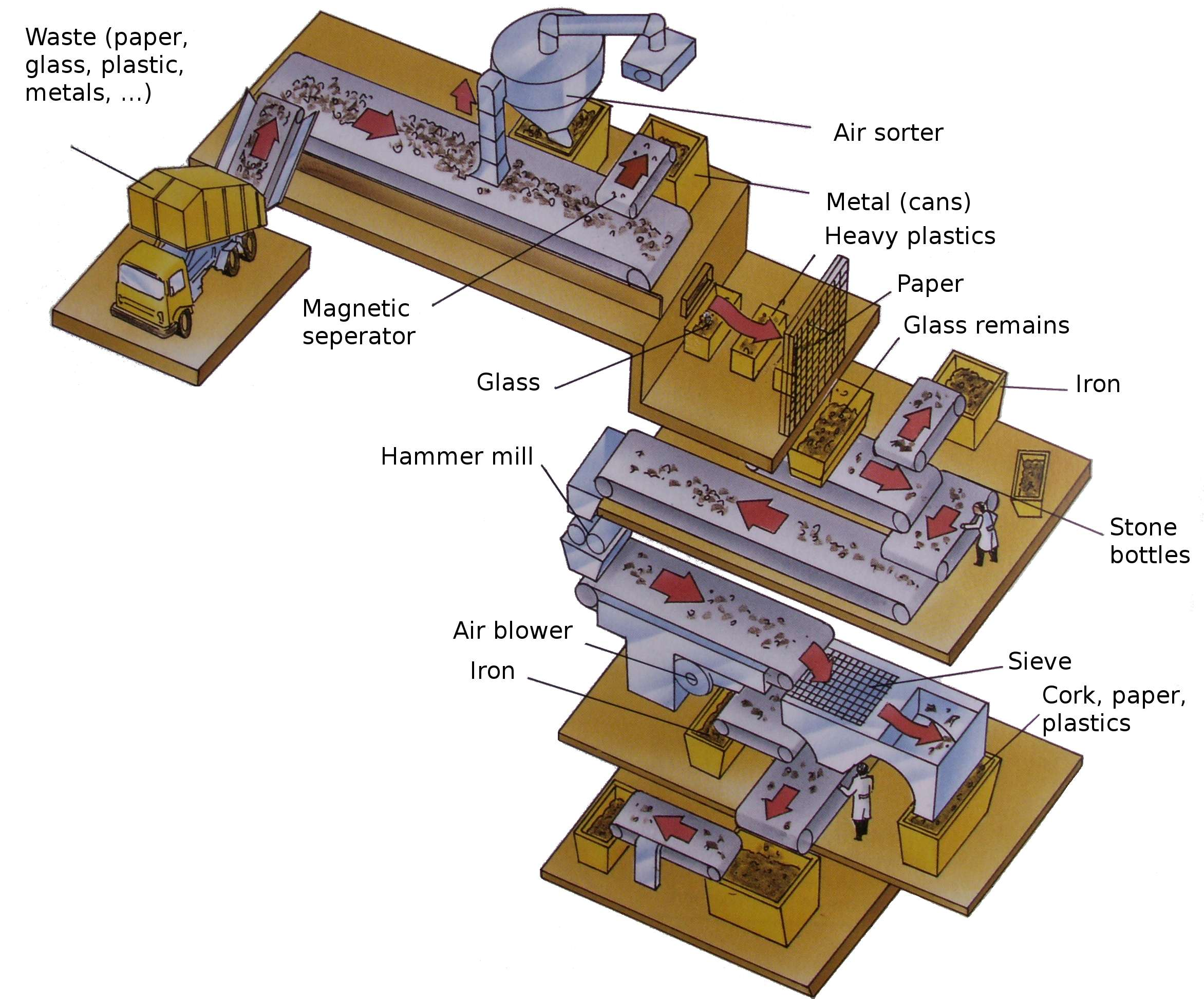

자재회수시설, 자재매립시설, 자재재활용시설 또는 다중이용시설(MRF)은 최종 사용자 제조업체에 마케팅을 위한 재활용품을 공급, 분리, 준비하는 전문 공장이다.
일반적으로 두 가지 유형이 있다: 청결한 시설 그리고 더러운 시설

## 산업 및 위치
미국에는 300개가 넘는 자재 회수 시설이 있다. 총 시장 규모는 2019년 기준으로 6.6억 달러로 추산된다.
2016년, 75위 권은 뉴욕 브루클린에서 심즈 시립 재활용사가 이끌고 있다. 폐기물 관리는 총 95개의 MRF 설비를 운영했으며, 상위 75개 설비에 26개가 포함되었다. ReCommunity는 상위 75개에서 6개를 운영했다. Republic Services는 상위 75개에서 6개 운영되었다. 폐기물 연결은 상위 75개에서 4개 작동했다.

## 기업 경제학
2018년 미국 북동부 지역의 한 조사 결과 1톤 당 처리비용은 82달러로 1톤 당 45달러 수준이었던 것으로 나타났다. 1톤의 구성은 혼합 용지와 24% 오래된 골판지 용기(OCC)를 포함했다.
OCC의 가격은 2019년에 하락하였다. 세 개의 제지 공장 회사가 더 많은 재활용 섬유를 사용하겠다는 계획을 발표했다.
유리 재활용이 이들 시설에는 비용이 많이 들지만 유리 가공 개선 투자에 의해 비용이 크게 절감될 수 있다는 연구 결과가 나왔다. 텍사스에 오스틴과 휴스턴에는 각각 발코니 리사이클과 FCC 환경에 의해 건설되고 운영되는 유리 재활용을 투자한 시설이 있다.
로봇은 분류하는 것을 도우며 산업 전반에 퍼졌다.

## 과정
쓰레기는 수거 트럭에 의해 티핑 바닥에 버려질 때 MRF로 들어간다. 그런 다음 자재를 치우고 컨베이어 벨트에 올려놓으면, 컨베이어 벨트는 그것을 사전 정렬 영역으로 운반한다. 여기서 인간 노동자들은 재활용되지 않는 일부 품목을 제거하는데, 그것은 쓰레기 매립지나 소각장으로 보내진다. 리튬배터리, 프로판 탱크, 에어로졸 캔 등 화재가 발생할 수 있는 잠재적 위험도 제거된다. 재활용 장비를 얽을 수 있는 비닐봉지나 호스 같은 소재도 제거한다. 그곳에서 재료들은 다른 컨베이어 벨트를 통해 디스크 스크린으로 운반되는데, 그것은 넓고 평평한 재료와 캔, 항아리, 종이, 병과 같은 물품들을 분리한다. 평평한 상자는 디스크 스크린을 가로질러 반대쪽으로 이동하며, 다른 모든 재료는 용지가 분리되는 아래쪽으로 떨어진다. 판지와 종이의 흐름은 플라스틱, 금속, 유리가 존재하지 않도록 보장하는 더 많은 인간 노동자들이 감독하고 있다. 새로운 MRF 또는 개조된 MRF는 사전 정렬과 품질 관리를 위해 인간 대신 산업용 로봇을 사용할 수 있다. 금속은 플라스틱과 유리로부터 먼저 분리되어 전자석으로 철 금속을 제거한다. 그런 다음 알루미늄과 같은 비철 금속은 와이드 전류 분리기로 제거된다.
유리와 플라스틱 스트림은 추가 디스크 스크린에 의해 분리된다. 그 유리는 운반이 용이하도록 도르래로 으스러진다. 그런 다음 플라스틱은 종종 적외선 기술을 사용하여 폴리머 타입으로 분리된다. 적외선 빛은 다른 폴리머 타입에서 다르게 반사된다; 일단 확인되면, 공기 분사기가 플라스틱을 적절한 쓰레기통에 쏘아 넣는다. MRF는 단지 몇 개의 플라스틱 중합체만 수집하고 재활용할 수 있으며 나머지는 쓰레기 매립지나 소각장으로 보낼 수 있다. 분리된 자재는 봉합되어 시설의 선적 부두로 보내진다.

## 종류

### 청결한 MRF
청결한 MRF는 이미 원천적으로 분리되어 있는 재활용 가능한 자재를 주거용 또는 상업용 자원이 발생시킨 고형폐기물로부터 수용한다. 다양한 깨끗한 MRF들이 있다. 가장 흔한 것은 모든 재활용 가능 물질이 혼합된 단일 스트림 또는 소스 분리 재활용품이 혼합 용기 스트림(일반적으로 유리, 철금속, 알루미늄 및 기타 비철금속, PET[1호] 및 HDPE[2호] 플라스틱)과 골판지상자를 포함한 혼합 종이 스트림, 신문지 등이다. 광고주, 잡지, 사무용지, 쓰레기 우편물. 재료는 사양에 따라 분류한 다음, 잘게 썰거나, 으깨거나, 압축하거나, 시장에 출하할 수배할 수 있도록 준비한다.

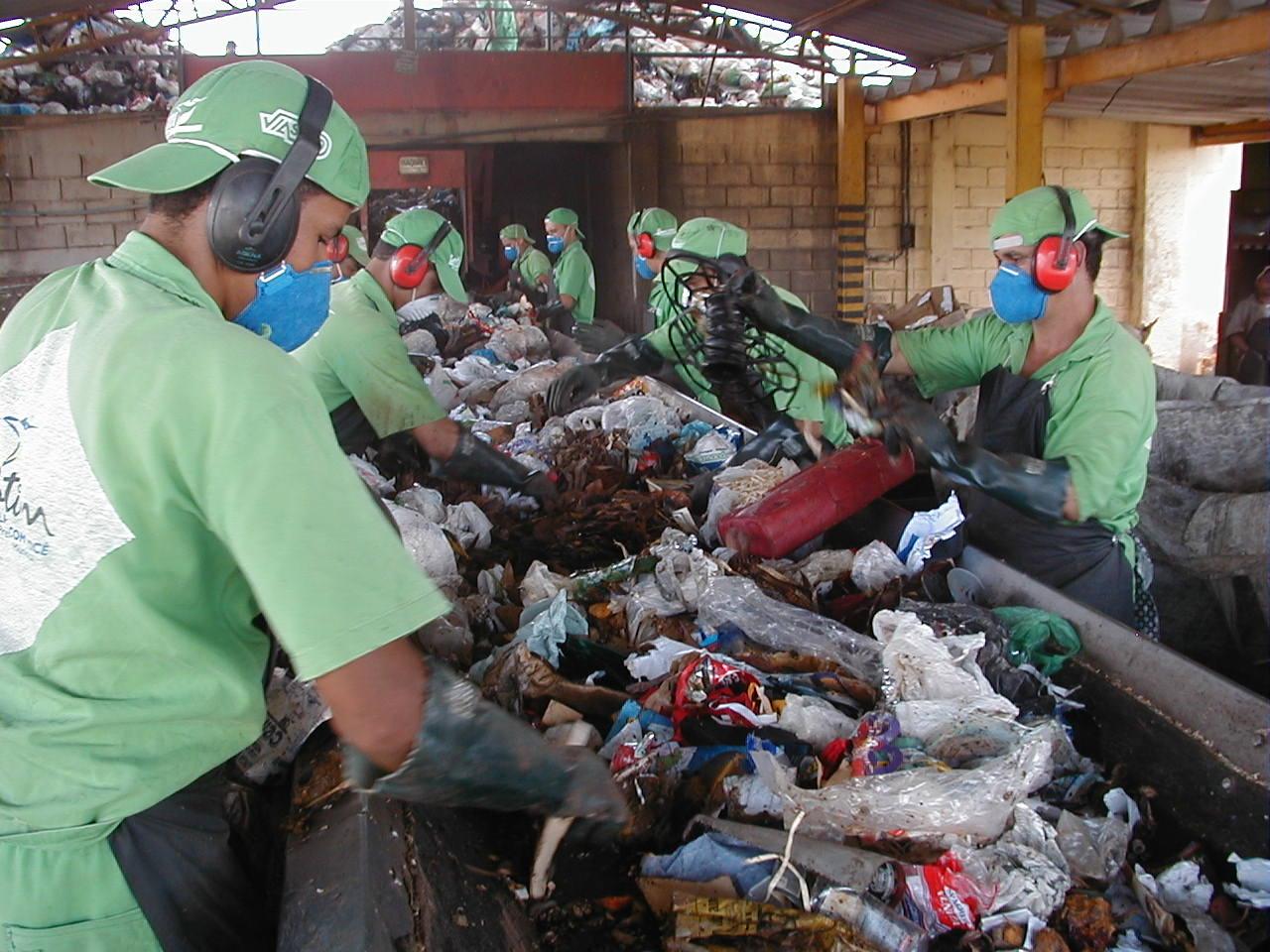

### 혼합폐기물처리시설(MWPF) / 더러운 MRF
재활용을 위한 수동 자재 트레이. 지저분한 MRF라고도 불리는 혼합 폐기물 처리 시스템은 혼합 고체 폐기물을 수용한 다음 수동 및 기계적 분류의 조합을 통해 지정된 재활용 가능 물질을 분리하는 작업을 진행한다. 분류된 재활용가능자재는 혼합폐수천의 잔액이 매립지 등 처리시설로 보내지는 동안 최종시장이 수립한 기술규격을 충족하기 위해 필요한 추가 처리를 거칠 수 있다. 오늘날, MWPF는 소스로 구분된 재활용 수거 시스템의 낮은 참여율을 해결하고 전환 기술을 위한 연료 제품 및 공급원을 준비하기 위한 방법으로 새로운 관심을 끌고 있다. MWPF는 지역사회에 연석측이나 다른 폐기물 수집 시스템에 의해 입증된 것보다 훨씬 더 높은 비율로 재활용할 수 있는 기회를 제공할 수 있다. 기술의 발전으로 오늘날의 MWPF는 이전 버전보다 다르고 여러 면에서 더 우수하다.
효과적인 공공 홍보 및 교육 프로그램이 지원하는 적절하게 운영되는 깨끗한 MRF에서 잔차(복구 불가능한 재활용 또는 비프로그램 재료)의 비율은 총 전달된 스트림의 무게로 10%를 초과해서는 안 되며, 많은 경우 5%를 크게 밑돌 수 있다. 더러운 MRF는 유입 물질의 5%에서 45% 사이를 재활용품으로 회수하고, 나머지는 매립하거나 처분한다. 지저분한 MRF는 폐기물 흐름의 100%가 선별 과정을 거치게 하기 때문에 깨끗한 MRF보다 더 높은 회수율을 가질 수 있으며, 보통 선원에서 선별하여 수용 가능한 것보다 더 많은 수의 회수 물질을 목표로 할 수 있다. 그러나, 더러운 MRF 과정은 재활용품, 특히 종이의 오염을 더 크게 만든다. 게다가 혼합 고형 폐기물을 수용하는 시설은 대개 더 까다롭고 더 비싸다. 더 노동집약적이기 때문에 운영비가 더 많이 들 수 있다.

### 습식 MRF
습식자재 회수시설
2004년경, 새로운 기계 생물학적 처리 기술은 젖은 MRF를 활용하기 시작했다. 이것들은 더러운 MRF를 물과 결합시켜, 출력 스트림을 밀도화, 분리, 청소하는 작용을 한다. 또한 생분해성 유기물을 수용액으로 하이드로크러싱하여 녹여 혐기성 소화에 적합하게 만든다.

## 역사
현대 MRF는 미국에서 1970년대에 시작되었다. 피터 카터는 미국 코네티컷주 브란포드에 '제1의 자재 회수 시설(MRF)'을 설립했다.

## 같이 보기
- 분리수거

1. ↑  “숫자에 의한 구분, Sortation by the numbers” (미국 영어). 2018년 10월 1일. 2020년 11월 9일에 확인함.
2. ↑  “숫자에 의한 구분, Sortation by the numbers” (미국 영어). Resource Recycling News. 2018년 10월 1일. 2020년 10월 5일에 확인함.
3. ↑  “경량 없음, No lightweights” (영어). 2020년 11월 9일에 확인함.
4. ↑  “NERC 설문조사의 오늘날의 MRF 경제성에 대한 통찰력 제공, NERC survey offers insight into today's MRF economics” (미국 영어). 2019년 8월 27일. 2020년 10월 29일에 확인함.
5. ↑  “OCC가 최저치를 경신하다., OCC hits new lows” (영어). 2020년 10월 29일에 확인함.
6. ↑  “미국 재활용 제지 공장에 대한 투자를 계획하는 기업들, Companies plan investments in US recycled paper mills” (미국 영어). 2019년 8월 13일. 2020년 10월 29일에 확인함.
7. ↑  “유리 재활용에 대한 통속적인 신화, Busting myths about glass recycling” (영어). 2020년 10월 29일에 확인함.
8. ↑  Washington, Haydn (2013년 5월 7일). “자연에 대한 인간의 의존성, Human Dependence on Nature”. doi:10.4324/9780203095560.
9. ↑  Waldrop, M. Mitchell (2020년 10월 6일). “재활용은 현실을 충족시킨다.,Recycling meets reality”. 《Knowable Magazine | Annual Reviews》 (영어). doi:10.1146/knowable-092920-1. 2020년 10월 5일에 원본 문서에서 보존된 문서. 2020년 11월 9일에 확인함.
10. ↑  Waldrop, M. Mitchell (2020년 10월 6일). “재활용은 현실을 충족시킨다, Recycling meets reality”. 《Knowable Magazine | Annual Reviews》 (영어). doi:10.1146/knowable-092920-1. 2020년 10월 5일에 원본 문서에서 보존된 문서. 2020년 11월 9일에 확인함.
11. ↑   Gershman, Brickner & Bratton, Inc., American Chemistry Council, (2015) The Evolution of Mixed Waste Processing Facilities 1970-Today
12. ↑  ArrowBio Process 보관됨 2009-10-01 - 웨이백 머신 Finstein, M. S., Zadik, Y., Marshall, A. T. & Brody, D. (2004) The ArrowBio Process for Mixed Municipal Solid Waste – Responses to “Requests for Information”, Proceedings for Biodegradable and Residual Waste Management, Proceedings. (Eds. E. K. Papadimitriou & E. I. Stentiford), Technology and Service Providers Forum, p. 407-413